# Minador (vaixell)

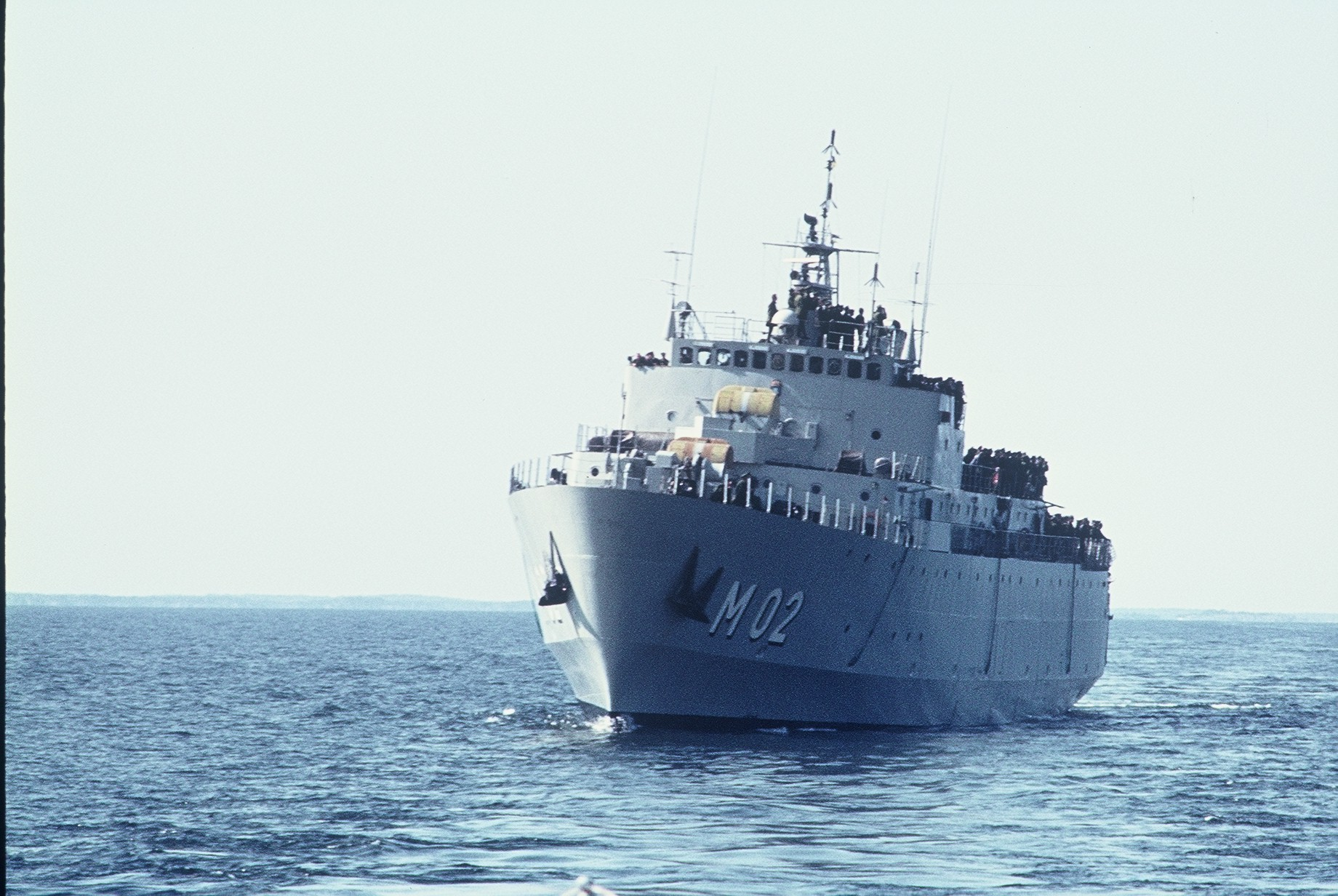
Minador suec HMS Älvsborg

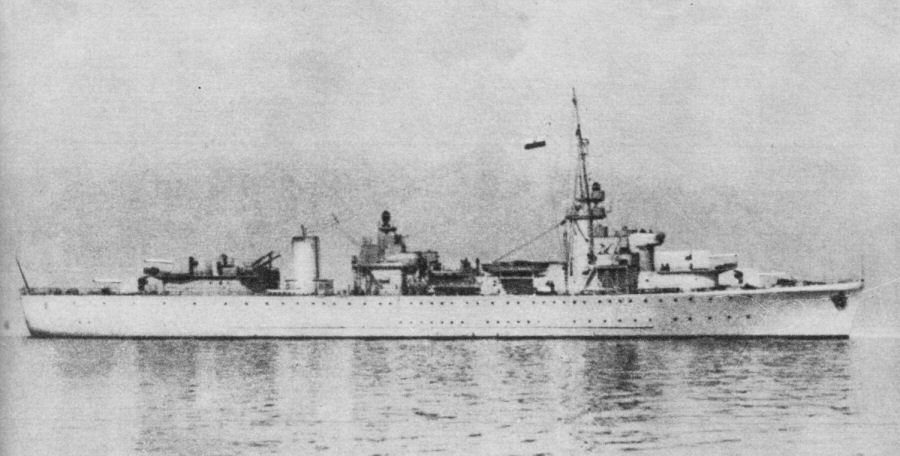
Minador gran polonès de la Segona Guerra Mundial ORP Gryf.

Un minador és un tipus de vaixell de guerra utilitzat per desplegar un camp de mines navals. Un dels minadors més famosos va ser el Nusrat de la Marina Imperial Otomana, actiu durant la batalla de Gal·lípoli (1915) a la Primera Guerra Mundial. Aquest vaixell va desplegar els camps de mines que van enfonsar els cuirassats anglesos HMS Irresistible i HMS Ocean i el cuirassat francès Bouvet als Dardanels el 18 de març de 1915. Els minadors russos també es van mostrar eficients, ja que van enfonsar els cuirassats japonesos Hatsuse i Yashima el 1904 durant la Guerra Russo-Japonesa.
A Espanya, es van usar canoners-minadors, vaixells que combinaven les funcions d'ambdós tipus de vaixell; en són un exemple els canoners-minadors de Classe Júpiter, en actiu durant la Guerra Civil Espanyola en el bàndol sublevat.
Durant la Segona Guerra Mundial, els britànics van emprar els minadors de classe Abdiel com a minadors i com a transports a les guarnicions aïllades, com ara Malta i Tobruk. La seva alta velocitat (més de 40 nusos), combinada amb la seva alta capacitat de càrrega, va fer que fossin molt valorats. Els francesos van usar el mateix concepte amb el Plutó.
Un minador naval pot variar considerablement de grandària, des dels pocs centenars de tones dels vaixells costaners fins vaixells amb un desplaçament similar al d'un destructor amb diversos milers de tones.
A més de la corresponent càrrega de mines navals, solen portar altres armes per a autodefensa.